# Кабанос
Каба́нос (пол. Kabanos) — польський сорт мисливських сосисок, тонка варено-копчена ковбаска, як правило виготовляється з просоленої свинини. Це один з найпопулярніших видів ковбаси в Польщі.

## Історія
Назва страви походить від запозиченого з тюркських мов слова кабан, у польській мові цим словом в XIX столітті називали м'ясо молодої свині, яку вигодовують в основному картоплею; таке м'ясо характеризувала висока якість.
Кабаноси з'явилися в Польщі як закуска, яку їдять руками, що підходить для мисливців на привалі. Ковбаски, схожі з сучасними кабаносами, були широко відомі в Польщі вже наприкінці 20-х років XX століття. Виготовлялися вони в невеликих коптильнях і бойнях, часто дещо відрізнялися смаком — в залежності від використовуваних спецій. Уніфікована рецептура поширилася тільки після Другої Світової війни. У часи Польської Народної Республіки вони завоювали велику популярність, ставши відомим експортним товаром. Крім свинини, кабаноси іноді виготовлялися також з інших видів м'яса — яловичини, телятини і конини.

## Виробництво
Кабаноси мають суху і рівномірно зморщену поверхню. Зовні вони темно-червоні з відтінком вишні. На розрізі видно червоні шматки м'яса і світлі шматки жиру. Характерною особливістю ковбасок є смак просоленої і смаженої свинини, а також легкий присмак копчення, кмину і перцю.
Ковбаски виготовляються із свинячого м'яса першого та другого класів. Використовується м'ясо певних порід свиней з високим вмістом внутрішньом'язового жиру. М'ясо попередньо дроблять і просолюють протягом двох діб. Потім м'ясо подрібнюють до розміру близько 8–10 мм. Завдяки цьому в розрізі видно великі шматки високоякісного м'яса. М'ясо приправляється перцем, мускатним горіхом, кмином і цукром, а потім упаковується в тонкі оболонки з баранячих кишок діаметром 20–22 мм. Готова ковбаска має близько 25 см в довжину. Спочатку вона при температурі до 30 °C піддається процесу осадження, щоб м'ясо розподілилося в оболонці відповідним чином, а потім коптиться і випікається в теплому диму — до досягнення температури не менше 70 °C всередині ковбаски. Останнім етапом є охолодження і сушіння протягом 3–5 днів при температурі 14–18 °C.
Виготовлені у відповідності з рецептурою ковбаски є дуже крихкими і при ламанні видають характерний звук, який фахівці називають «пострілом».

## Захист імені
Після завершення суперечки з Німеччиною, в 2011 році кабаноси були внесені до європейського реєстру, як польська «гарантована традиційна спеціалізація» (TSG). Кабаноси можуть бути вироблені в усіх країнах ЄС, але тільки Польща може розмістити на упаковці позначення гарантованої традиційної спеціалізації.